# Brachypogon sentiger
Brachypogon sentiger är en tvåvingeart som beskrevs av Art Borkent 1997. Brachypogon sentiger ingår i släktet Brachypogon och familjen svidknott. Inga underarter finns listade i Catalogue of Life.